# Jefe
El jefe es el superior o cabeza de una corporación, de un departamento, de un partido u oficio; es la persona que tiene autoridad para dar órdenes a sus subordinados por situarse en un puesto superior en la jerarquía. En ausencia del mismo puede haber un sustituto capacitado para desempeñar algunas de sus funciones llamado «vicejefe», «encargado», etcétera.

## Etimología
El DRAE indica que la palabra castellana «jefe» deriva de la francesa chef. Esta (que suele emplearse para el "jefe de cocinas") deriva a su vez del francés antiguo chief ("líder", "cabeza", "gobernante"), que a su vez deriva del latín vulgar capum y, este del latín caput ("cabeza", "guía", "capital"). Palabras relacionadas son la española y portuguesa "cabo" o la provenzal y catalana cap (conseller en cap). En inglés chief se aplica desde el siglo XVI al concepto de "jefe de clan"; mientras que chieftain y chieftainship (jefe y jefatura de clan) deriva de cheftayne, del anglo-francés chiefteyn, a su vez del antiguo francés chevetain ("capitán", "jefe", "líder"), del latín tardío capitaneus ("comandante"), del latín capitis, genitivo de caput ("cabeza"). La palabra siciliana e italiana capo se aplica a los cabecillas de las familias mafiosas (caporegime, capo di tutti capi).

## Jefe militar
En el ejército, la jefatura militar con la denominación de «jefe» se aplica a los grados de comandante, teniente coronel y coronel (rangos superiores al de capitán e inferiores al de general), mientras que en la Armada se aplica a los de capitán de corbeta, capitán de fragata y capitán de navío. También se denomina «jefe de escuadra» (escuadra naval) al grado equivalente en marina a mariscal de campo, y «jefe de día» a los que cumplen el servicio de vigilancia turnándose por días.

## Administración
Jefe de Administración y jefe de negociado son categorías dentro de la Administración pública, inmediatamente superior la primera a la segunda, e inmediatamente superior a la categoría de «oficial» esta última. Jefe superior de Administración es un rango que mantiene el funcionario que ha desempeñado el cargo de subsecretario o director general, o los asimilados a estos.

## Estado y gobierno
En la estructura gubernativa española del siglo XIX y comienzos del XX se denominaba jefe político al cargo que posteriormente se denominó gobernador civil (la jefatura política de una provincia).

## Jefe como supervisor
Entendido como el que realiza la supervisión, el jefe es el supervisor, encargado o superior, en una oficina o empresa, corporación, club, o cualquier otro tipo de institución u organismo. Situado por encima de sus subalternos, es el encargado de la tarea de formular objetivos para un grupo, proporcionar los medios (tanto materiales como humanos) para que se consigan, tomar decisiones encaminadas a ellos, y reaccionar a las situaciones imprevistas.
- Jefe de proyecto o gestor de proyecto, responsable de un proyecto.
- Jefe de línea, responsable disciplinario en una organización.
- Jefe de sección.
- Jefe de personal.

## Jefe en forma coloquial
En México se utiliza el término de Jefe para referirse a papá de una forma inusual, pero considerada igualmente correcta.[cita requerida]
En Uruguay el término «jefe» es utilizado de forma irónica o despectiva para aquellos que ordenan a quién les rodea sin tener la potestad de hacerlo.[cita requerida]